# Tharrhalea irrorata
Tharrhalea irrorata là một loài nhện trong họ Thomisidae.
Loài này thuộc chi Tharrhalea. Tharrhalea irrorata được Tord Tamerlan Teodor Thorell miêu tả năm 1881.